# Roland Kehrein
Roland Peter Kehrein (* 1970) ist ein deutscher Germanist.

## Leben
Nach dem Studium (1991–1996) der Fächer Deutsche Philologie (Hauptfach), Vergleichende Sprachwissenschaft und Filmwissenschaft (Magister Artium an der Johannes-Gutenberg-Universität Mainz) war er von 1996 bis 2000 an der Universität Greifswald wissenschaftlicher Mitarbeiter am Institut für deutsche Philologie. Nach der Promotion 2001 an der Philosophischen Fakultät in Greifswald war er von 2000 bis 2013 an der Philipps-Universität Marburg wissenschaftlicher Mitarbeiter am Forschungszentrum Deutscher Sprachatlas. Nach der Habilitation 2011 (Venia legendi für das Fach Germanistische Sprachwissenschaft) in Marburg hat er seit 2013 eine Akademie-Forschungsprofessur für Germanistische Sprachwissenschaft an der Philipps-Universität Marburg inne.
Seine Fachgebiete sind Sprachvariation, Sprachwandel, Deutsche Regionalsprachen, Phonetik, Phonologie, Prosodie und Sprachwahrnehmung/-bewertung.